# 下飯坂潤夫
下飯坂 潤夫（しもいいざか ますお、1894年1月29日 - 1971年12月26日）は、日本の裁判官、最高裁判所判事。宮城県出身。四男はシナリオ作家の下飯坂菊馬。小説家の橘かがりは孫。

## 経歴
旧制宮城県立仙台第一中学校、旧制第二高等学校、東京帝国大学法科大学卒業。第二次世界大戦前は鳥取地裁所長、水戸地裁所長、新潟地裁所長、大審院判事などを務め、その後は札幌高裁長官、名古屋高裁長官、大阪高裁長官を歴任。
1956年11月に最高裁判事となる。岩松三郎裁判官の後任であり、当初は安部恕東京高裁長官が候補に上ったが、安部が辞退したため下飯坂になった。
八海事件の第二次上告審では第一小法廷裁判長として単独犯行説ではなく5人犯行説をとって1962年5月17日に無罪判決を破棄し、広島高裁に差し戻す判決を言い渡した（八海事件は1968年10月に第三次上告審で無罪判決が確定した）。
松川事件では有罪説に立ち、第二次上告審のとき、無罪とした仙台高裁判決を罵倒したが、最高裁第一小法廷の合議では無罪3対有罪1で無罪判決が確定した。1964年1月に定年退官。
白鳥事件の上告審は第一小法廷に係属し、下飯坂も審理に加わることになったが、松川事件における判決を見て警戒した弁護団が忌避申立てをされたが、却下された。
1971年12月に脳軟化症のため、東京都三鷹市の自宅で死去した。。
松川事件の無罪確定は終生の痛恨事とされ、死去後に遺言によって、遺体と共に松川事件の判決文が棺に納められた。
裁判官としての信条は「当然なことを着実にやりたい。事件にまともに取り組み、よく調べ誤り無きを期しているのみ」。
趣味は歌舞伎や野球やラグビー観戦。